# Temple Ashtamsa Varadha Anjaneyar
 (janvier 2017).
Le Temple Sri Ashtamsa Varadha Anjaneyar  est un temple hindouiste dédié à Hanuman situé à Peelamedu, Coimbatore, Tamil Nadu, Inde. La statue de la divinité est faite de pierre Salagrama. Dans le temple, la déesse Lakshmi grâcie les dévots de la paume droite de Hanuman dont la queue fait face au Nord, en direction de Kubera, le Dieu des richesses. La divinité principale fait face à l'ouest, et est vue avec la main droite en pose d'Abhaya Mudra, et tenant un bâton avec l'autre main. Au cours du Puthandu, une offrande de 10,008 fruits est faite à la divinité. Les offrandes de Raja Maruthi Alankaram, Vennai Alankaram et Vadamalai sont les Sevas habituelles ici le samedi. Dans le mois Tamoul de Purattasi, Vadai Malai, Swaya Roopam, Chenduram, Swarnamayam et Muthangi Sevai sont offerts à Dieu le samedi.